# Thuidium poeppigii
Thuidium poeppigii är en bladmossart som beskrevs av C. Müller 1898. Thuidium poeppigii ingår i släktet tujamossor, och familjen Thuidiaceae. Inga underarter finns listade i Catalogue of Life.